# VK CSKA Moskou
VK CSKA Moskou (Russisch: Центральный Спортивный Клуб Армии Москва) was de volleybaltak van de omnisportvereniging CSKA Moskou uit Rusland. CSKA Moskou was een van de topclubs in de Sovjet-Unie, Rusland en Europa en kwam haar laatste jaren uit in de Russische Super League. Daarnaast trad zij ook vaak op in de CEV Volleybal Champions League. In 2009 werd de club opgeheven.

## Prijzen
- Russische Volleybal Super League (3x)
  - Winnaar : 1994, 1995, 1996
  - Tweede: 1993
  - Derde: 1997, 1998
- Russische Beker (1x)
  - Winnaar : 1994
- Soviet Landskampioenschap (33x)
  - Winnaar : 1949, 1950, 1952, 1953, 1954, 1955, 1958, 1960, 1961, 1962, 1965, 1966, 1970, 1971, 1972, 1973, 1974, 1975, 1976, 1977, 1978, 1979, 1980, 1981, 1982, 1983, 1985, 1986, 1987, 1988, 1989, 1990, 1991
  - Tweede: 1957
  - Derde: 1947, 1948, 1984
- USSR Cup (5x)
  - Winnaar : 1953, 1980, 1982, 1984, 1985
- CEV Champions League Men (13x)
  - Winnaar : 1960, 1962, 1973, 1974, 1975, 1977, 1982, 1983, 1986, 1987, 1988, 1989, 1991
- Europese Super Cup (3x)
  - Winnaar : 1987, 1988, 1991